# Afrikanische Kunst
 Mi

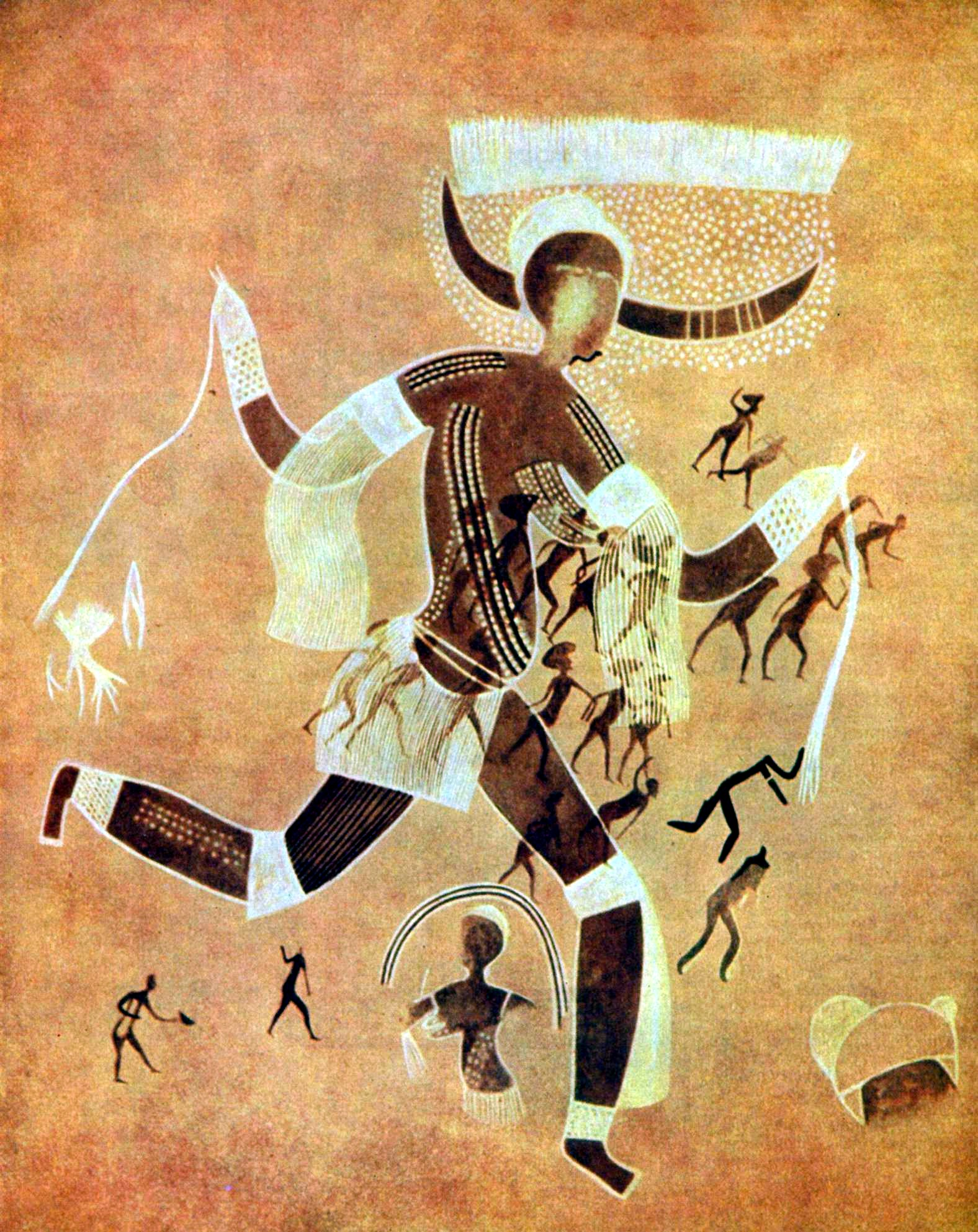
Weiße Dame von Auahouret. Felsmalerei in der Sahara um 4000 v. Chr.

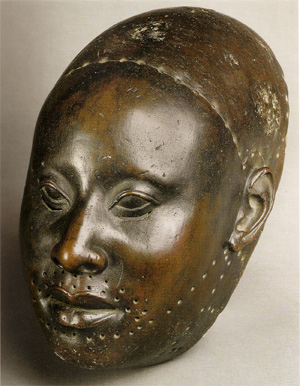
Bronzekopfskulptur der Yoruba, Ife, Nigeria etwa 12. Jahrhundert

Afrikanische Kunst bezeichnet die Kunst Schwarzafrikas, die sich – wie auch die übrige afrikanische Kultur – vom berberisch bzw. arabisch beeinflussten Norden des Kontinents, den Staaten des Maghrebs, unterscheidet. Afrikanische Kunst umfasst die künstlerische Produktion vieler sehr verschiedener Ethnien. Aufgrund der sozialen Strukturen Afrikas, die hauptsächlich kulturelle Gegenstände aus Holz oder anderen natürlichen Materialien hervorbrachten, der klimatischen Bedingungen sowie einer Umwelt, die Termiten und andere Schädlinge begünstigt, sind relativ wenige historischen Objekte der traditionellen afrikanischen Kunst überliefert.
Da die künstlerisch gestalteten Werke des damals kolonisierten Kontinents erst seit Anfang des 20. Jahrhunderts in Europa als Objekte „authentischer Kulturen“ geschätzt, erforscht und vor allem gesammelt werden, sind die meisten Werke in den Museen und Sammlungen innerhalb wie außerhalb Afrikas sowie auf dem Kunstmarkt mit wenigen Ausnahmen nicht älter als 150 Jahre.
Heute überholte, diskriminierend klingende Begriffe wie Primitivismus, Negerplastik (Carl Einstein) oder (in Frankreich) art negre waren affirmative Schlagworte der Klassischen Moderne, die sich vor allem die abstrahierten Formen und die exotische Aura der afrikanischen Objekte zum Vorbild nahm.

## Grundsätzliche Bemerkungen zum westlichen Kunstbegriff

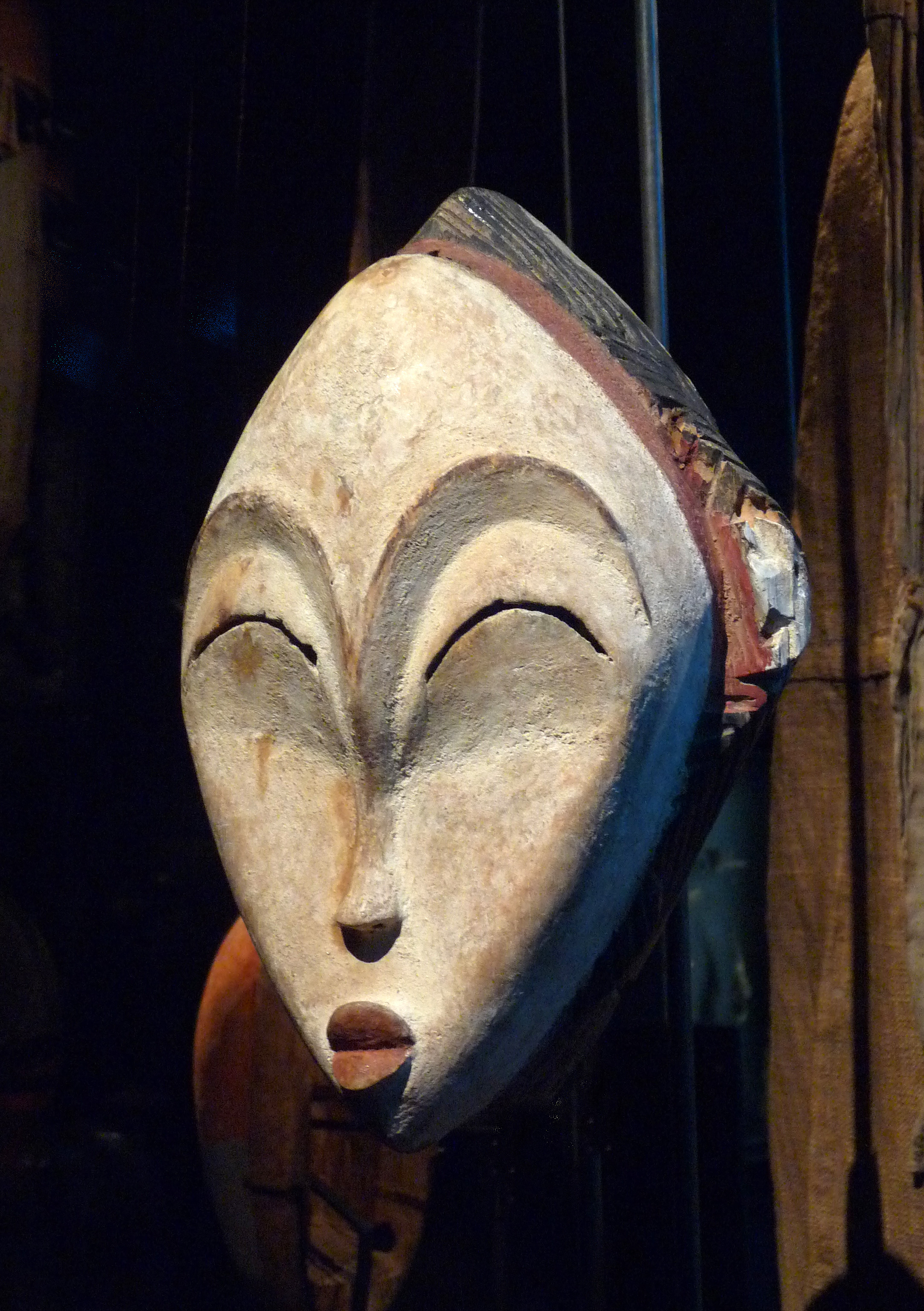
Maske aus Gabun

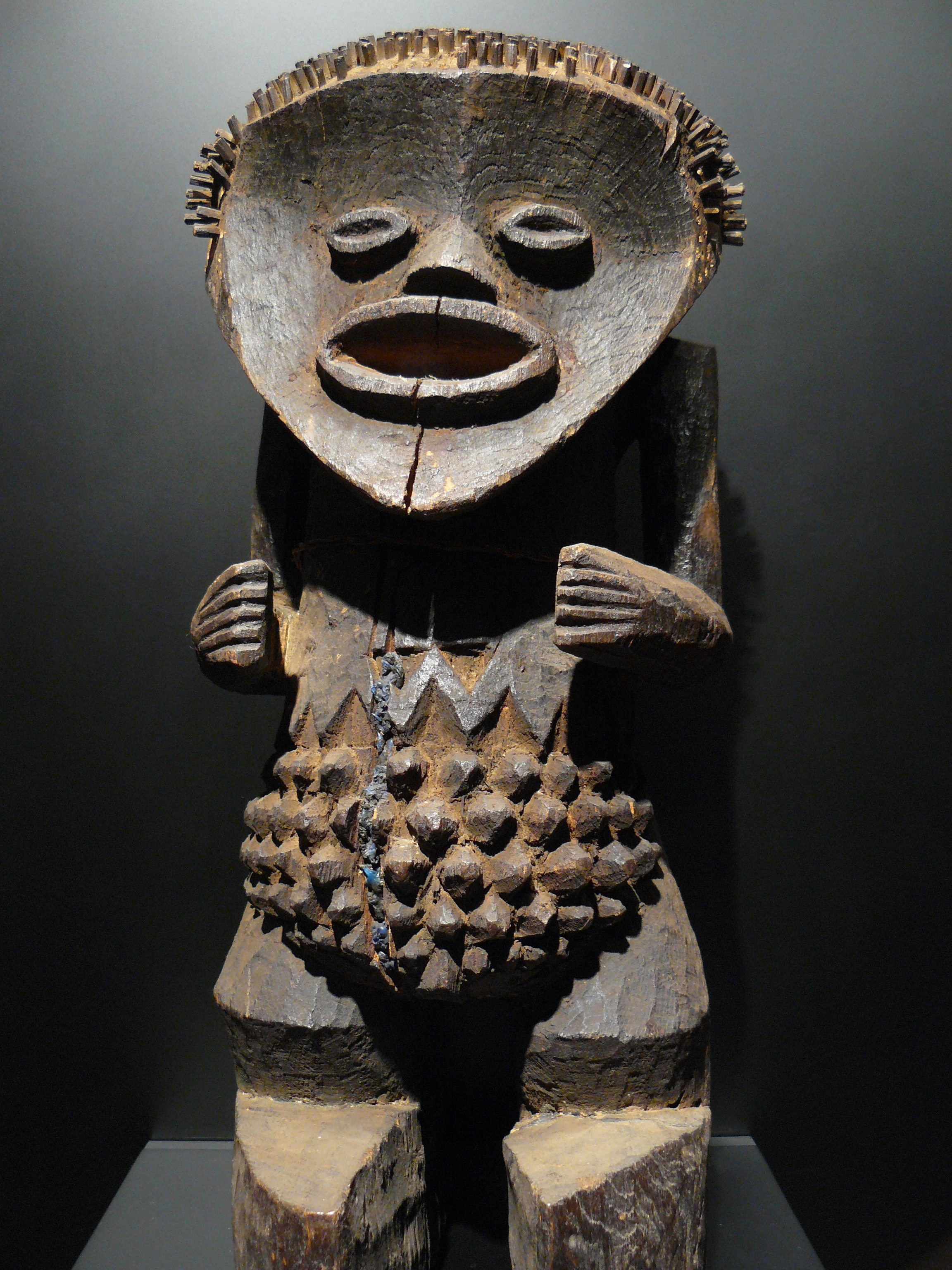
Mambila-Figur aus Nigeria

Die Betrachtung „afrikanischer Kunst“ stellt bereits eine der jeweiligen Kultur fremde Sichtweise durch den bürgerlich-europäischen Kunstbegriff dar. Aus der Perspektive der Menschen, die kulturelle Gegenstände oder Riten hervorgebracht haben, handelt es sich nach ethnologischer Sicht jedoch um komplexe materielle oder auch nicht-materielle kulturelle Ausdrucksformen, die sich letztendlich jedem fremden Verständnis verschließen.
Afrikanische Kultur kann auf zweierlei Art untersucht werden: Bei der kulturinternen Beschreibung wird die Bedeutung des Objektes oder der kulturellen Praxis aus dem Blickwinkel des Produzenten oder Teilnehmers notiert (emischer Blick). Wird dagegen eine außerhalb Afrikas entstandene Begriffswelt angewandt, führt das zu einer Projektion des Forschungsgegenstands auf eine Fremdperspektive (etische Betrachtung), wo aufgrund ästhetischer Kategorien des Betrachters Vergleiche und Bewertungen angestellt werden. Diese Projektion nimmt jedoch schon die Interpretation vorweg. Einen „kulturneutralen“ Ansatz für die Betrachtung gibt es nicht.
Ein Beispiel für die unterschiedlichen Wahrnehmungsperspektiven stellt die Beschreibung von Masken und der dazu gehörigen Riten dar. Diese werden als Mittel der Verkleidung oder Verstellung in einem Schauspiel mit einem magischen Kern bezeichnet, mit je nach Kultur und innerhalb dieser nach Art der Maske unterschiedlich symbolischem Anteil oder Wirklichkeitsgehalt.
In jedem Fall werden losgelöst von der kultureigenen Intention unter dem Begriff Afrikanische Kunst Äußerungen der materiellen Kultur nach den Kategorien Form, Technik, Material oder Herkunftsort der verschiedensten Kulturen klassifiziert. Das jeweilige Verständnis von afrikanischer Kunst durch die Betrachter ist dabei immer subjektiv.
Während bis weit in das 20. Jahrhundert von anonymen Kunstschöpfungen ausgegangen wurde, werden in jüngerer Zeit deren individuelle Züge betont, und die Betrachtung des Kulturwandels gewinnt eine größere Bedeutung.

## Vorgeschichte
Die zahlreichen Felsbilder der Sahara stellen nur im weitesten Sinn afrikanische Kunst dar, doch liefern sie wertvolle Aufschlüsse über den Wandel des Klimas und damit auch der Tierwelt. Die Felsritzungen Dabous-Giraffen in Niger sind circa 8.000 Jahre alt. Während Darstellungen von Wasserbüffeln seit etwa 6000 Jahren allmählich verschwinden, später auch solche von Giraffen, Nashörner und zuletzt von Elefanten (und mit ihnen der naturalistische Stil), treten neben anderen Wildtieren wie Gazellen Hirtenszenen mit Hausrindern in der Vordergrund. Vor etwa 3000 Jahren erscheinen dann Pferde in stark schematisierter Darstellungsform, zunächst z. T. mit Streitwagen, dann auch mit Reitern. In der Römerzeit taucht dann das Kamel auf.
Mit geschätzt 25.000 Jahren sind die Felsbilder der San im südlichen Afrika noch wesentlich älter. Während die älteren Bilder naturalistische Tierszenen zeigen, finden sich unter den späteren Darstellungen vor allem Darstellungen von Zeremonien, Überfälle und Schlachten, wobei die verschiedenen Ethnien durch unterschiedliche Farben, Waffen und Ornamente gekennzeichnet sind.

## Traditionelle Kunst
Die Kunst der Völker Afrikas ist fest mit Mythologien, Festen und Ritualen verbunden: Die Welt der Ahnen und Götter lebt in dieser Kunst weiter. Viele Masken und Figuren haben eine soziale Funktion. Sie gelten als Schutz gegen böse Kräfte und Krankheiten, werden bei Erntedankfesten oder anderen zeremoniellen Feierlichkeiten (Beschneidungsritual, Feste zu Ehren einzelner Götter, Ahnengedenken) getragen. In den Masken residiert aber nicht der Ahne. Vielmehr stellen sie nur ein Abbild dar. Der durch die Stammestradition festgeschriebene Formenkanon lässt außerdem die Individualität des Dargestellten zurücktreten. Andere Masken repräsentieren Geister, die es zu besänftigen gilt oder die durch die Anfertigung der Maske gerufen werden. Da die Masken keinen menschlichen Ausdruck fixieren, sondern eine Erscheinung, wäre ihre Charakterisierung als „expressionistisch“ unzulässig. Einige Figuren sind auch Symbole der Fruchtbarkeit.
Weitere erhaltene Objekte der künstlerischen Gestaltung sind v. a. Kopfaufsätze, Prunkstäbe und Stabaufsätze, Throne und Hocker (Karyatidenhocker), Grabstatuetten und Ahnenfiguren, rituelle Statuetten, Fetische und Reliquiare sowie geschnitzte Türen.
Die Kunst der großenteils seit Jahrhunderten islamisierten Völker des oberen Nigergebiets, wo die ersten großen subsaharischen Königreiche entstanden, konzentriert sich demgegenüber nicht auf skulpturale, sondern auf ornamentale Kunst z. B. bei der Wollweberei und auf monumentale Lehmbauten. Wenn es bei ihnen Masken gab wie bei den Malinke, waren diese völlig abstrakt.
Die wichtigsten Kunstzentren verteilen sich auf dem Gebiet folgender heutiger Nationalstaaten:
| Mali                                 | Skulptur der Dogon und Bamana |   |        |                                                |
| Guinea                               | Skulptur der Baga |   |        |                                                |
| Guinea-Bissau                        | Skulptur der Bijagos (Bidyogo) |   |        |                                                |
| Sierra Leone                         | Steinskulptur der Kissi; Elfenbeinschnitzereien der Sapi; Skulptur der Mende                                                              |   |        |                                                |
| Burkina Faso                         | Skulptur der Bobo und Mossi |   |        |                                                |
| Elfenbeinküste                       | Skulptur der Senufo, Dan und Baule |   |        |                                                |
| Ghana                                | Skulptur der Aschanti |   |        |                                                |
| Nigeria                              | die alte Kunst von Nok, Ife und Benin; die Skulptur der Yoruba, Igbo, Ibibio, Ijo, Ejagham, im Norden die Kunst der Jukun, Chamba und Tiv |   |        |                                                |
| Kamerun                              | Skulptur des Graslands (Bamileke, Bamun)                                                                                                  |   |        |                                                |
| Gabun                                | Skulptur der Fang, Kota, Kwele, Tsogo und Punu-Lumbo                                                                                      |   |        |                                                |
| Republik Kongo                       | Skulptur der Mbochi-Kuyu, Bembe, und Batéké                                                                                               |   |        |                                                |
| Demokratische Republik Kongo (Zaire) | Skulptur der Bakongo und Yombe, der Luba, Songye, Kuba, Luluwa, Pende, Yaka und Lega                                                      |   |        |                                                |
| Angola                               | Skulptur der Chokwe |   |        |                                                |
| Kenia                                | Skulptur der Kikuyu, Perlarbeiten der Massai                                                                                              | - | Uganda | Textilkunst und Flechtwaren der Region Buganda |
| Tansania                             | Skulptur der Makonde und Nyamwezi, Perlarbeiten der Massai                                                                                |   |        |                                                |

### Frühe Hochkulturen

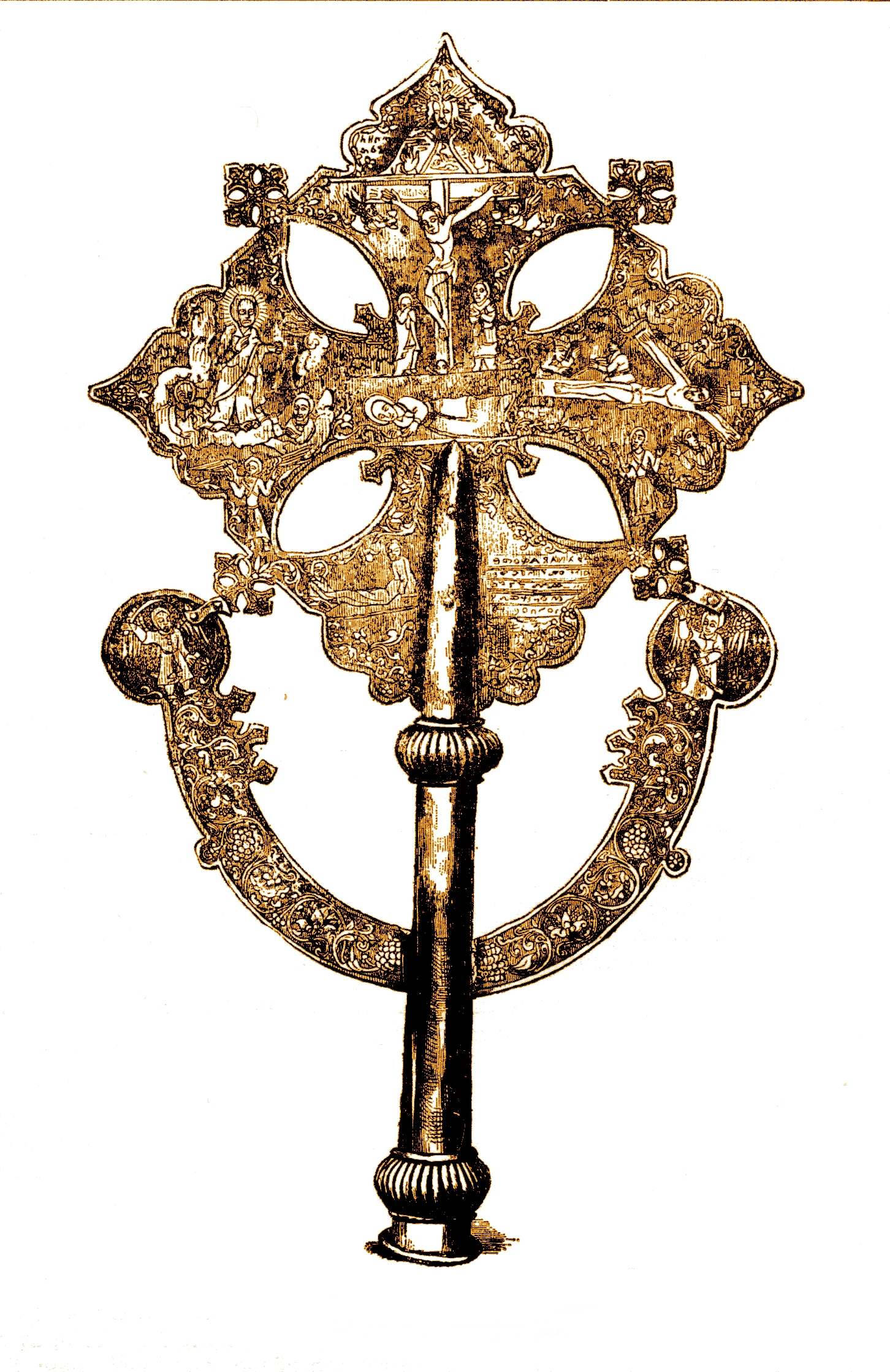
Äthiopien: Kreuz des Imperators Tewodros, frühes 19. Jh.

Die frühesten bekannten Skulpturen stammen von der Nok-Kultur aus Nigeria und entstanden um etwa 500 v. Chr. Auch die Kunst des Alten Ägypten beeinflusste die Gestaltung der Objekte, die südlich der Sahara hergestellt wurden.
Abgebildet wurde die überreiche Natur bei gleichzeitiger Tendenz zur Abstraktion bei der Darstellung von Tieren, Pflanzen oder natürlichen Formen.
Um das 13. Jahrhundert entstanden komplexere Methoden der Herstellung von Kunst, verbunden mit der Verbreitung des Islam und seinem Formenvokabular. Bronze- und Messingguss, oft geschmückt mit Elfenbein oder Edelsteinen, wurde in weiten Teilen Westafrikas geschätzt. Die Künstler waren oftmals an Königshöfen tätig wie jenen von Benin.

### Westafrika

#### Sudanesische Savanne

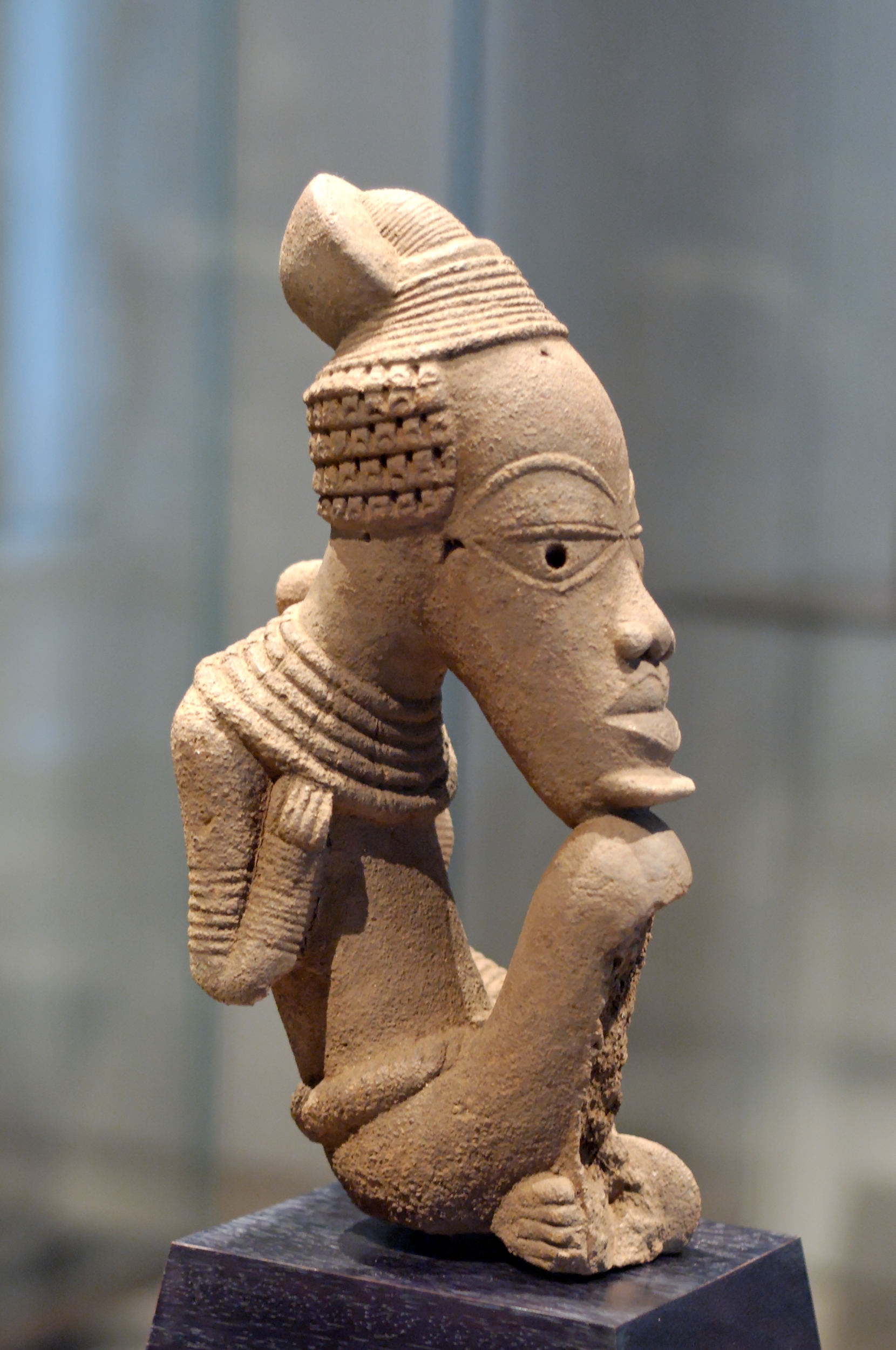
Nok-Terracottaskulptur, 6. Jahrhundert v. Chr.

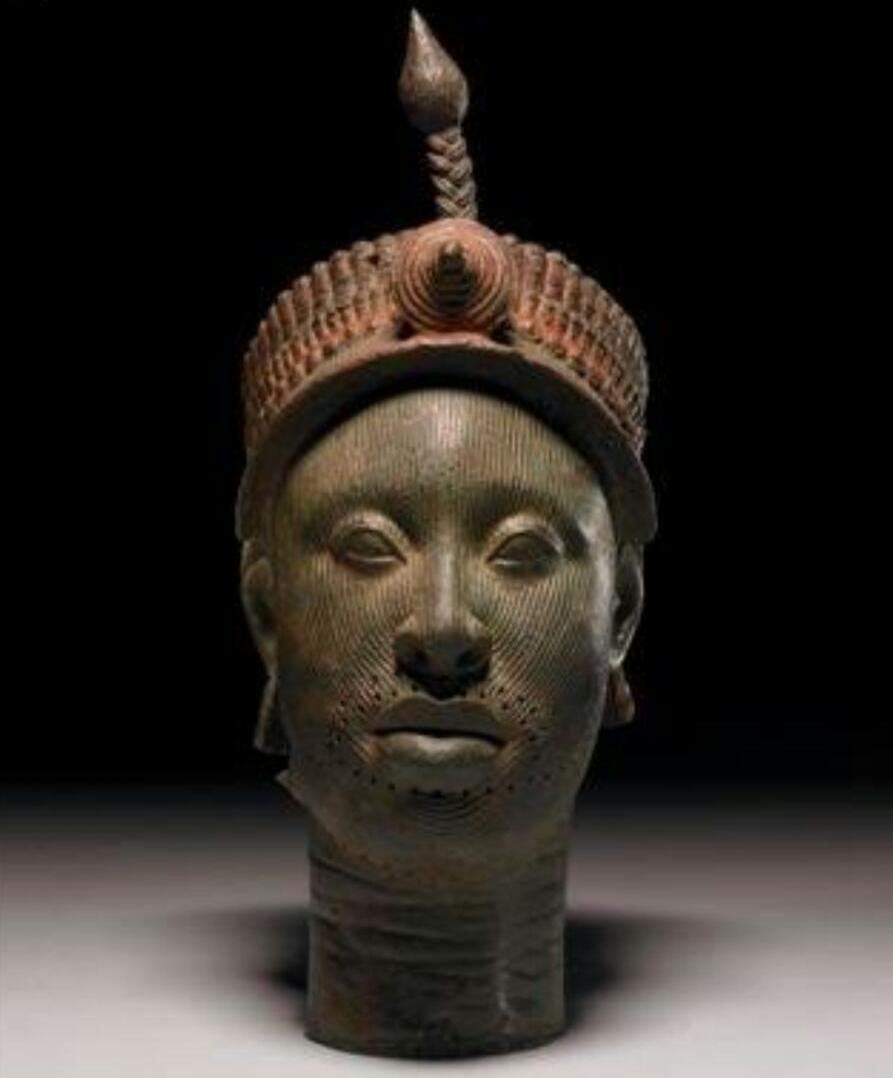
Bronzekopf des Yoruba-Königs Oduduwa (Ife) 12. Jahrhundert

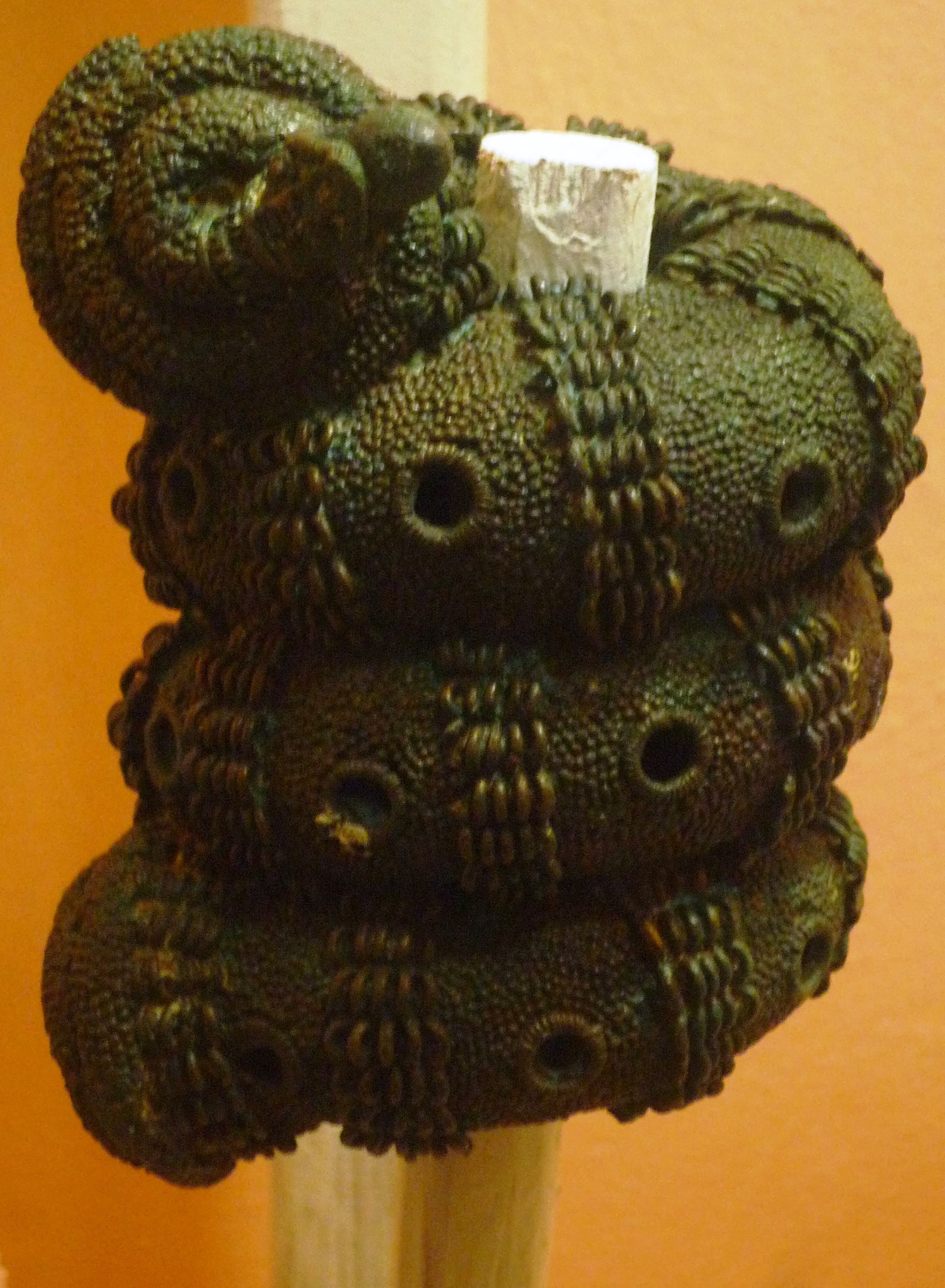
Mit Ornamenten verzierter Bronzeknauf aus dem 9. Jh., Igbo-Ukwu, Nigeria

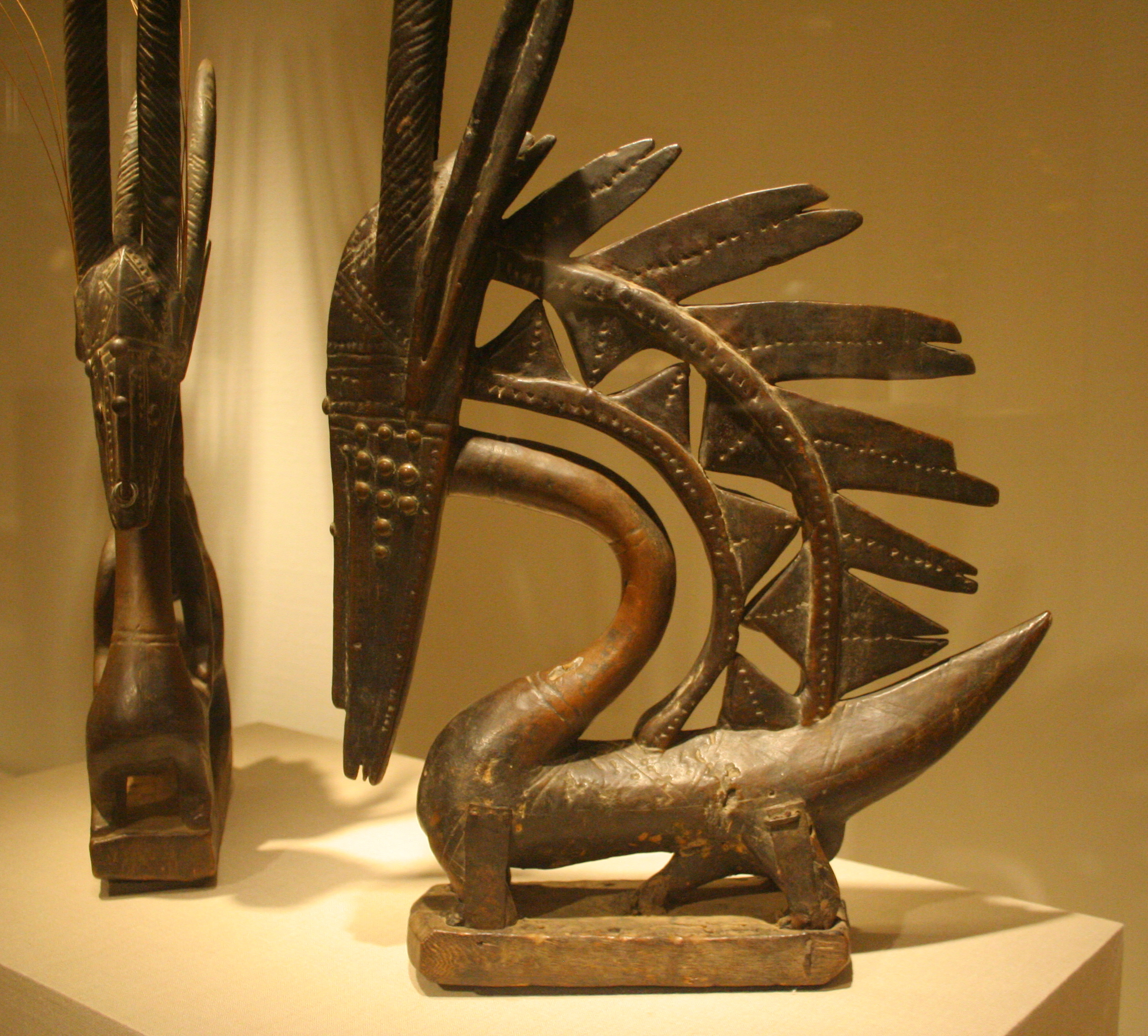
Zwei Bambara-Chiwara (Ritualobjekte), spätes 19. – frühes 20. Jh. im Bestand des Art Institute of Chicago, eine weibliche (links) und eine männliche Antilope darstellend

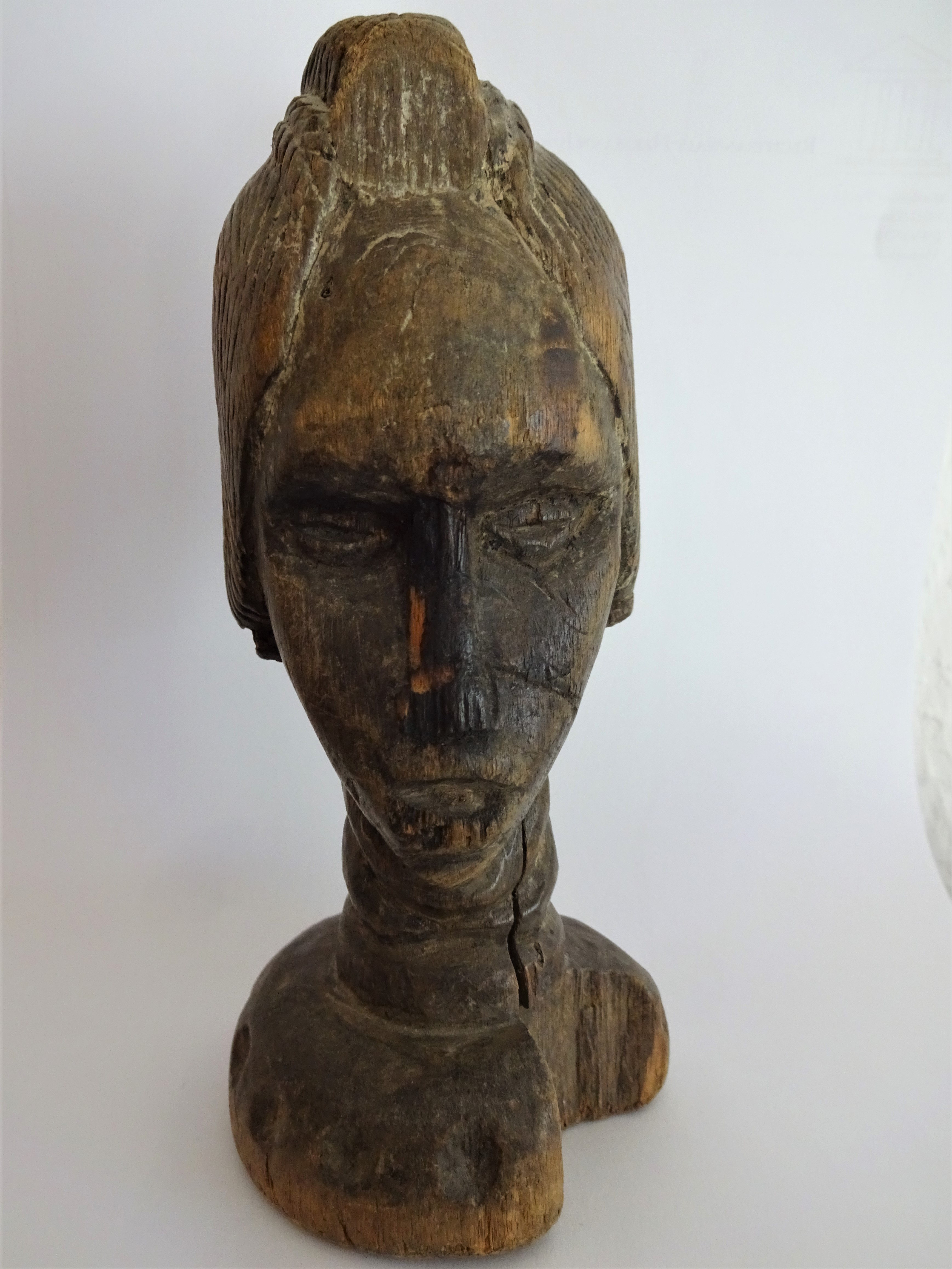
Holzskulptur, Liberia, 19. Jahrhundert

In vielen Regionen Afrikas, in denen islamische und europäische Kolonisatoren ihre Kultur durchgesetzt haben, sind die Bildhauertraditionen des 19. Jahrhunderts und früherer Epochen ausgestorben. Dennoch gibt es nach wie vor Gruppen, die ihre überlieferten Riten pflegen und die dafür notwendigen Gegenstände herstellen. Die Skulptur westlich des Niger lässt sich grob in zwei große Gruppen unterscheiden: in die der Ethnien, die Mandé und die, die eine Gur-Sprache sprechen. Erstere verwenden die Masken vor allem bei Initiationsriten und Trauerzeremonien. Sie bevorzugen einfache geometrische Formen, eine T-förmige Verbindung von Nase und Brauen und auf flächigen Wangen hochliegende Augen. Von Ausnahmen abgesehen werden dunkle Farben verwendet oder das Holz naturbelassen. Die Oberfläche ist häufig schwarz versengt oder mit Narben verziert, die mit einer heißen Klinge eingebrannt werden. Ganzfigürliche Skulpturen bestehen aus zylindrischen Torsi und parallel zum Oberkörper geführten Armen, die nach vorne abgewinkelt sind.
Die Masken der Gur-Sprachen sprechenden Ethnien aus Burkina Faso, Togo und Ghana gehören dagegen den Familien und Clans. Neben Initiation- und Begräbnisritualen kommen sie auch bei Tänzen zum Einsatz, in denen die Geschichte des Klans und seiner Mitglieder erzählt wird. Gestaltet sind sie mit schwarzen, weißen und roten Mustern, die vor jedem Gebrauch aufgefrischt werden. Auffällig sind konzentrische Kreise um die Augen. Manche Masken tragen hohe, flache Bretter. Es kommen auch horizontale Masken vor, die Eigenschaften unterschiedlicher Tiere darstellen, sowie geschnitzte „Frisuren“, die der tatsächlichen Haartracht der Frauen der Region ähneln.
Regionen von Djenné und Ségou
Die in Mali gelegene Region von Djenné ist heute kulturell in erster Linie für ihre Große Moschee bekannt, die neben den Lehmmoscheen von Timbuktu aufgrund der einzigartigen Lehmbauweise zum Weltkulturerbe gehört. Noch älter als diese Moschee ist eine Kultur, die zwischen dem 8. und 17. Jahrhundert existierte und an Fundplätzen im Niger-Binnendelta eine große Anzahl von Ton- und Bronzefiguren hinterlassen hat. Diese Skulpturen stellen fast nur Menschen bzw. menschenähnliche Figuren dar, darunter Krieger zu Pferd, Figurengruppen, Männer wie Frauen. Einige dieser Figuren sind von Schlangen bedeckt, weshalb auf einen Schlangenkult geschlossen wird. Meist sind sie in kniender oder hockender Haltung gezeigt. Die Bronzen wurden im Wachsausschmelzverfahren hergestellt, mit dem auch Armbänder, Glocken, Pferdegeschirre und Anhänger gefertigt wurden.
Wie bei Djenné wurden auch in Grabungsstätten bei Ségou Terrakotten gefunden,  die aufgrund von Thermoluminiszenzdatierung dem 14.–16. Jahrhundert zugewiesen werden. Sie unterscheiden sich stilistisch stark von den Funden in Djenné, die Typen der Figuren sind jedoch ähnlich.
Dogon
Im Osten Malis und Westen von Burkina Faso ist das Stammland der Dogon, das ursprünglich von den Tellem bewohnt war. Über diese frühe Kultur ist wenig bekannt, einige Skulpturen, die in den Nischen der berühmten Lehmbauten von Bandiagara gefunden wurden, lassen sich aber nicht sicher der einen oder anderen Gruppe zuordnen. Die Holzmasken und rituellen Objekte der Dogon sind besonders bekannt für die detailreiche Darstellung der phantasiereichen Schöpfungsmythologie. So gibt es geschnitzte Statuen, die das Urzeitwesen Nommo mit erhobenen Armen zeigen, oder solche vom Sohn des Gottes Amma, Dyugu Seru, der sich wegen eines Inzests die Augen zuhält. Viele Figuren tragen quadratische Schmucknarben an den Schläfen und ähneln den Terrakotten von Djenné, wirken jedoch statischer. Manche Skulpturen sind mit einer Kruste aus Opferresten bedeckt. Die Dörfer der Dogon und das Hauptsiedlungsgebiet Bandiagara wurden zum UNESCO-Welterbe erklärt.
Bambara
Die Bambara oder Bamana stellen mit 30 % der Gesamtbevölkerung Malis größte Ethnie und gehören der Mandingo-Songhai-Gruppe an. Neben den Dogon haben die Bambara die bedeutendsten Skulpturen des Landes geschaffen.
Mossi
Die Mossi bilden 50 % der Bevölkerung von Burkina Faso und sind neben ihren Schnitzarbeiten auch für ihre Textilkunst bekannt, insbesondere Webarbeiten und Batiken. Ihre Kultur gründet im Königreich Ouagadougou, das vom 12. Jahrhundert bis zur Ankunft der französischen Kolonisatoren bestand.
Bobo
In West-Burkina Faso leben die Bobo oder Bwa. Bekannt sind sie vor allem für ihre kunstvollen Masken, die besonders abstrakte Formen haben. Geschnitzte Figuren, Bronzeguss und Tonwaren zeugen von einer vielfältigen Handwerkstradition. Auffällig sind die sehr kräftigen Farben der Masken: rot, weiß, grün, gelb und blau.
Gurunsi
Die Gurunsi oder Kassena sind eine im Süden Burkina Fasos und im Norden Ghanas beheimatete Ethnie. Neben der Schnitzkunst sind sie bekannt für die aufwändigen Fresken, mit denen die Frauen ihre Lehmbauten verzieren. Die Architektur der Gurunsi inspirierte u. a. Le Corbusier.
Lobi
Die Lobi oder Lobi-Dagara sind im 18. Jahrhundert aus dem Gebiet des heutigen Ghana in ihren gegenwärtigen Lebensraum gewandert und leben nun im Süden Burkina Fasos. im Norden Ghanas und der Elfenbeinküste. Sie sind bekannt für Schnitzkunst und Bronzeplastiken.
Toussiana
Diese kleine Gruppe in Burkina Faso praktizierte sowohl die Schnitzkunst (z. B. Vogelmasken) wie auch kunstvolle Webarbeiten. Wie die Lobi beherrschten sie den Bronzeguss. Meist wurden zoomorphe Figuren hergestellt.

#### Die nördliche und westliche Guineaküste
Soninke
Die Soninke, auch Sarakole, Seraculeh oder Serahuli genannt, gehören der Mandé-Gruppe an und stammen von den Bafourab, sind somit Verwandte der Imraguen, die an der atlantischen Küste Mauretaniens leben. Die Soninke sind die Gründer des alten Reiches von Ghana, das seinen Höhepunkt zwischen dem 7. und dem 10. Jahrhundert hatte.
Baga
Die Baga, zu denen die Landuman, die Nalu und die eigentlichen Baga gehören, leben in der Republik Guinea in den sumpfigen Küstengebieten und verwenden ungewöhnlich große Masken. So ist die Nimba-Maske die monumentalste bekannte afrikanische Maske und kann bis zu 60 Kilogramm wiegen. Sie stellt Fruchtbarkeit dar und wird zur Erntezeit benutzt. Über einer großen, glockenartigen Büste, die manchmal mit einem Rock aus Pflanzenfasern versehen ist, erhebt sich ein mächtiger Kopf mit einer hakenförmig gebogenen Nase. Der Träger blickt durch Löcher, die zwischen die Brüste gebohrt werden, und ist selbst von den Fasern verdeckt. Die Proportionen von Oberkörper, Hals und Kopf sowie die Feinheit der Modellierung von Ohren, Nase und anderen Details lassen die Unterscheidung unterschiedlicher Qualität zu.
Kissi
Teils aus der Zeit der alten Königreiche des 13.–16. Jahrhunderts stammen sorgsam gearbeitete, in der Neuzeit immer einfacher ausgeführte oder nur noch geritzte Ahnenfiguren (pombo) aus Speckstein oder Steatit. Aufgestellt wurden sie oft auf den Reisfeldern, vor ihnen wurden Opferrituale vollzogen.
Sapi
Die Sapi, Vorfahren der Sherbro, haben seit dem 16. Jahrhundert vermutlich über portugiesische Händler europäische Fürstenhöfe mit kunstvollen Elfenbeinschnitzereien (Salzgefäße, Messer- und Dolchgriffe, Trompeten usw.) beliefert.
Dan
Die Dan leben in den Grenzregionen von Elfenbeinküste und Liberia. Es gibt eine sehr große Anzahl von Splittergruppen, die der Dan-Familie angehören. Diese kleineren Gruppen leben auch in Guinea und Sierra Leone. Die Holzmasken und Figuren der Dan haben meist schmale Augen, hervorstehende rautenförmige Lippen und werden oft mit metallumrandeten Pupillen und einem Spitzbart aus Pflanzenfasern versehen.
Akan
Das größte Volk der Akan, die Aschanti, gründete das Königreich der Aschanti: Südöstliches Ghana, bedeutende Goldschmiedekunst, Weberei, Töpferei, Holzschnitzkunst.
Königreich Benin
Yoruba
Die Yoruba sind in Afrika die mit Abstand größte ethnische Gruppe mit einer bildhauerischen Tradition. Darunter fallen nicht nur Holzbearbeitungen, sondern auch Elfenbeinschnitzereien, Gelbgussarbeiten und Werke aus Perlen. Die größten Masken sind die epa-Masken, die bis zu 50 Kilogramm wiegen und an die zwei Meter Höhe erreichen können. Einige der Städte, in denen z. B. die Owo oder die Ife leben, sind seit über 700 Jahren Zentren künstlerischen Schaffens. Stilistische Ähnlichkeiten mit plastischen Werken der Nok-Kultur lassen eine 2500 Jahre zurückreichende künstlerische Kontinuität vermuten.

#### Die östliche Guineaküste
Nok-Kultur
Bekannt ist die Nok-Kultur in Zentral-Nigeria vor allem durch die eindrucksvollen Terrakotten, die für Tausende von Euro auf dem Kunstmarkt gehandelt werden. Kennzeichnend für die stilisierten Tier- und Menschendarstellungen sind die elliptischen bis dreieckigen Augen, deren Pupille durch eine Vertiefung angedeutet ist. Individuelle Merkmale wie Bärte, Schmuck und extravagante Frisuren oder Kopfbedeckungen betonen die kunstvolle Ausführung der ausdrucksstarken Figuren. Die raue und körnige Oberfläche ist auf Erosion zurückzuführen. Der ehemals glatte Engobe-Überzug der hohlen Figuren ist verwittert. Nur ausnahmsweise sind die Terrakotten vollständig, oft nur Fragmente erhalten. Die Nok-Figuren, datiert zwischen 500 v. Chr. und 200 n. Chr., gehören zur ältesten Figuralkunst Schwarzafrikas.
Mehr Information im Hauptartikel: Nok-Kultur
Igbo
Die Igbo (veraltet Ibo), über 30 Mio. Menschen, leben in Nigeria, vor allem im von Savanne unterbrochenen tropischen Regenwald östlich des Niger-Unterlaufs. Ihre Kunst, darunter große Lehmfiguren an Heiligtümern und Altären sowie figürliche und abstrakte Masken, steht meist in religiösem Kontext. 1938 und 1964 wurden im Norden des Igbo-Gebiets (in Igbo-Ukwu) zahlreiche Bronzegerätschaften und die Grabkammer einer hochgestellten Persönlichkeit entdeckt. Die reich verzierten, hervorragend gearbeiteten Bronzen sind im Wachsausschmelzverfahren gegossen. Wenn die Datierung ins 9./10. Jahrhundert richtig ist, handelt es sich um das älteste Zeugnis einer Bearbeitung von Kupfer und seinen Legierungen in Westafrika. Ob die Funde von den Vorfahren der Igbo stammen, ist allerdings unbekannt.

### Das Zairebecken

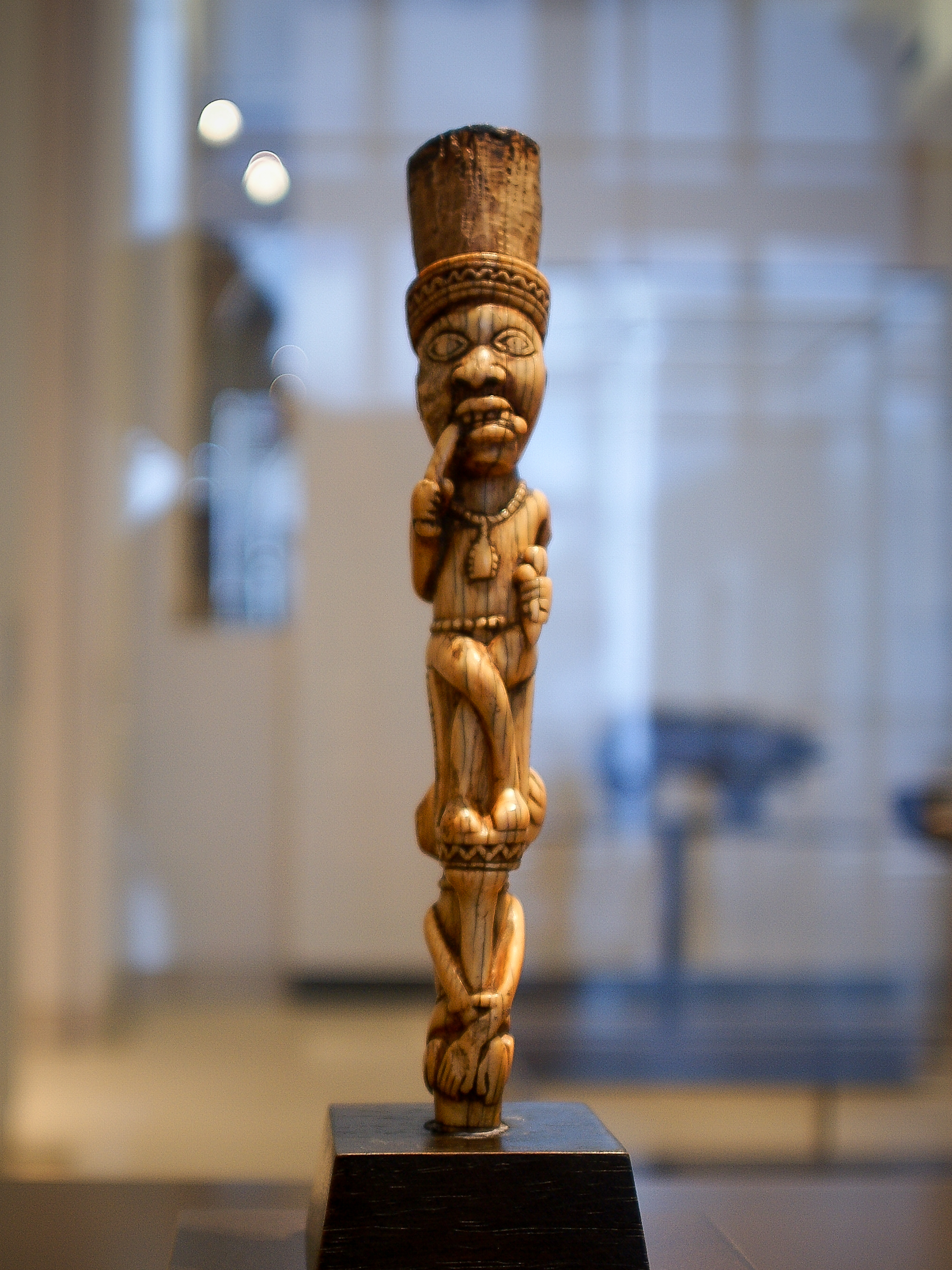
Yombe-Skulptur, 19. Jahrhundert

#### Demokratische Republik Kongo
Das Kunstzentrum des Landes ist Kinshasa; dort befindet sich Zentralafrikas einzige Kunstakademie auf dem Niveau einer Hochschule, die Académie des Beaux-Arts de Kinshasa. Die bekanntesten Künstler des Landes unterrichten hier. Neben der Galerie der Akademie wird Kunst im französischen und belgischen Kulturzentrum und in der kommerziellen Galerie Symphonie des Arts präsentiert, ebenso wie in den privaten Studios der bekannteren Künstler wie Claudy Khan, Henri Kalama Akulez und Lema Kusa.
Die traditionellen und modernen Künste des Landes werden seit November 2019 im neuen Nationalmuseum in Kinshasa präsentiert. Die bedeutendste Sammlung der materiellen und immateriellen Kultur des Kongo besitzt jedoch das Afrikamuseum in Belgien.

### Ostafrika

#### Kenia
Kikuyu
Die Kikuyu sind bekannt für ihre Skulpturen und Masken sowie für Textil- und Perlarbeiten. Besonders wird die Herstellung künstlerisch ausgestalteter Schilde gepflegt, die bei Initiationstänzen verwendet werden.

#### Tansania

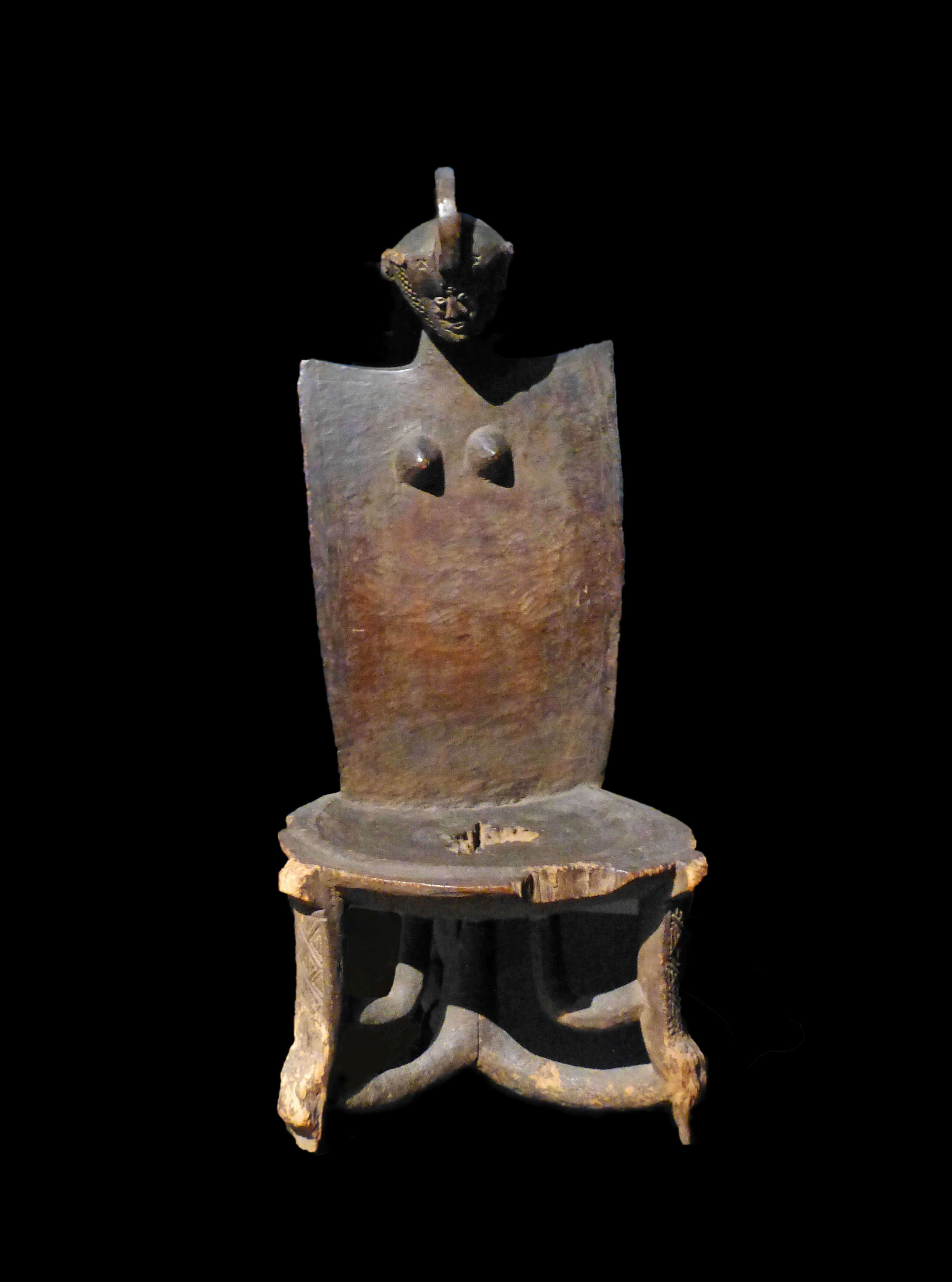
Hochlehniger Hocker, Kami Ethnie, heutiges Tansania, Musée des Confluences, Lyon, spätes 19. Jahrhundert

anthroIn Tansania zeigt das National Museum of Tanzania in Daressalam traditionelle und moderne Kunst in seiner ständigen wie auch in wechselnden Ausstellungen. In Deutschland besitzen die ethnologischen Museen in Berlin, München, Stuttgart und Leipzig die umfangreichsten Sammlungen vor allem traditioneller Kunst.
1994 wurde eine umfangreiche Ausstellung traditioneller Skulpturen und Masken aus dem ehemaligen Deutsch-Ostafrika im Haus der Kulturen der Welt in Berlin sowie im Lenbachhaus-Kunstbau, München, gezeigt. Begleitend zu der Ausstellung Tanzania. Meisterwerke afrikanischer Skulptur erschien ein zweisprachiger Katalog mit zahlreichen Fotografien, Landkarten und Illustrationen sowie Beiträgen von Ethnologen, Kunsthistorikern und Sammlern auf Deutsch und Swahili, der Landessprache Tansanias. Ab 2025 reist eine Wanderausstellung moderner tansanischer Kunst durch Deutschland.
Makonde
Die traditionelle sowie die moderne Schnitzkunst der Makonde, eines im Südosten Tansanias und im Nordosten Mosambiks lebenden Bantuvolkes, ist international bekannt. Die Masken, Stülpmasken und Brutplatten werden bei Initiationstänzen verwendet. Viele Makondeschnitzer haben sich in Daressalam niedergelassen, da sie hier einen Markt finden.
Nymawezi
Die Nyamezi in Zentraltansania waren für ihre Ahnenfiguren, die teils als Wünschelruten dienten, und Holzhocker bekannt. Auch ihre Ahnenfiguren waren oft auf Hockern positioniert.

## Zeitgenössische Kunst

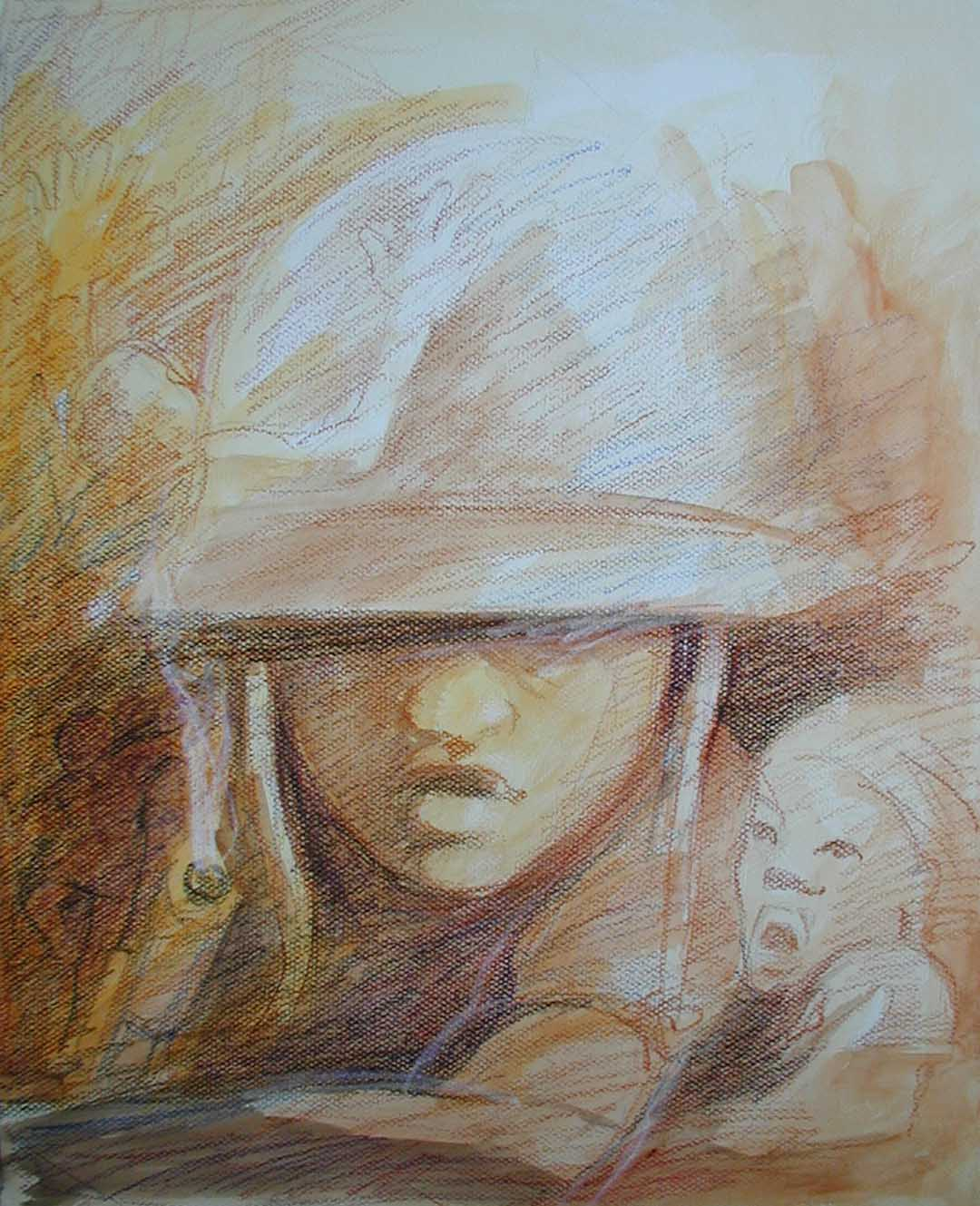
„Kindersoldat in der Elfenbeinküste, Afrika“, Gilbert G. Groud, 2007, Mischtechnik Tusche und Wachs

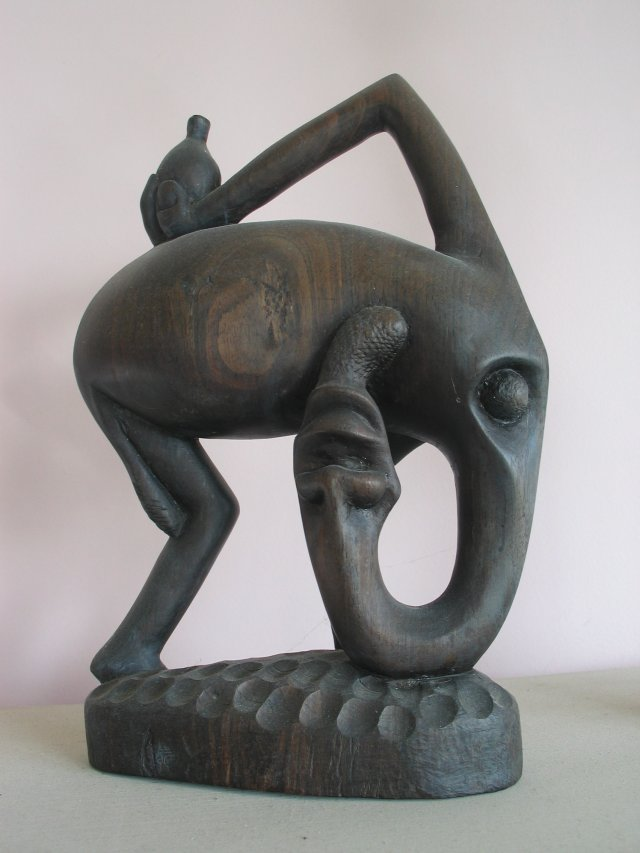
Makonde-Schnitzerei, ca. 1974

Seit in den westlichen Kunstdiskursen die als Peripherie bezeichneten Ränder des internationalen Kunstbetriebs gegenüber den bekannten Zentren verstärkt in den Vordergrund getreten sind, erhalten auch die zeitgenössischen Künstler aus afrikanischen Ländern mehr Aufmerksamkeit. In Dakar (Senegal) und Johannesburg (Südafrika) finden Kunstbiennalen mit internationaler Beteiligung statt. Der aus Nigeria stammende Kurator Okwui Enwezor leitete sowohl die 2. Biennale von Johannesburg wie die documenta 11 in Kassel.
Einige international erfolgreiche zeitgenössische Künstler aus afrikanischen Ländern:
- Georges Adéagbo (Rep. Bénin)
- Eric Adjetey Anang (Ghana)
- Didier A. Ahadsi (Togo)
- Jane Alexander (Rep. Südafrika)
- Joseph Amedokpo (Togo)
- Ghada Amer (Ägypten/USA)
- El Anatsui (Ghana/Nigeria)
- Zarina Bhimji (Uganda/Großbritannien)
- Frédéric Bruly Bouabré (Rep. Elfenbeinküste)
- Andries Botha (Rep. Südafrika)
- Mbongeni Buthelezi (Rep. Südafrika)
- Cheri Cherin (Dem. Republik Kongo)
- Sokari Douglas Camp (Nigeria/Großbritannien)
- Koffi Comar (Togo)
- Marlene Dumas (Rep. Südafrika / Niederlande)
- Mo Edoga (Nigeria/Deutschland)
- Meschac Gaba (Rep. Bénin/Niederlande)
- Gilbert G. Groud (Rep. Elfenbeinküste)
- Amouzou Amouzou-Glikpa (Togo/Deutschland/China)
- Romuald Hazoumé (Rep. Bénin)
- George Lilanga (Tansania)
- William Kentridge (Rep. Südafrika)
- Dominique Kouas (Rep. Bénin)[14]
- Chidi Kwubiri (Nigeria / Deutschland)
- George Lilanga (Tansania)
- EL Loko (Togo / Ghana / Deutschland)
- Wanssi Massimo (Ghana)
- Zwelethu Mthethwa (Rep. Südafrika)
- Ingrid Mwangi (Kenia/Deutschland)
- Kwesi Owusu Ankomah (Ghana/Deutschland)
- Mike Omoighe (Nigeria)
- Bruce Onobrakpeya (Nigeria)
- Tabita Rezaire (Rep. Südafrika/Frankreich)
- Chéri Samba (Dem. Rep. Kongo / Frankreich)
- Manuela Sambo (Angola)
- Kofi Setordji (Ghana)
- Yinka Shonibare (Nigeria/Großbritannien)
- Ousmane Sow (Senegal)
- Edward Tingatinga (Tansania)

## Materialien
Die afrikanische Kunst ist so vielfältig wie die dafür verwendeten Materialien. Schmuck ist eine populäre Form der afrikanischen Kunst und signalisiert den gesellschaftlichen Status einer Person, die Zugehörigkeit zu einer Gruppe oder er wird aus ästhetischen Gründen getragen. Bei der Herstellung des Schmucks werden traditionelle Materialien wie Tigerauge, Hämatit, Sisal, Kokosnussschale, Glasperlen und Ebenholz verwendet. Skulpturen können aus Holz, Keramik, Metall oder wie die berühmten Shona-Skulpturen in Naturstein gearbeitet sein. Auch ist das Töpfern in vielen Regionen eine weitverbreitete Handwerkskunst. In der Kleidung sind viele verschiedene Textilien enthalten wie Kitenge, Mud- und Kentestoff.

## Dokumentarfilm
- Made in Africa (2014), Regie und Kamera: Gert Chesi für das Museum der Völker[16]. Der Film zeigt afrikanische Handwerker, wie Weber, Gießer und Töpferinnen, die in traditioneller Art und Weise für den lokalen Markt produzieren.

## Angewandte Kunst
Zeitgenössische, der traditionellen Kunst ähnliche Nachbildungen von Gebrauchsgegenständen und Kunsterzeugnissen in größeren Stückzahlen, die als Souvenirs verkauft werden, gelten als Airport Art. Daneben werden auch in Afrika seit jeher kunsthandwerkliche Gegenstände für den Alltagsgebrauch wie Möbel, Hausrat, Stoffe und Kleidung, Schmuck oder Designgegenstände hergestellt. Dabei nehmen Körperverzierungen wie Tätowierungen oder bewusst erzeugte Narben eine Sonderstellung ein, die oft auf traditionelle Vorstellungen der Zugehörigkeit zu bestimmten Personengruppen, Ethnien usw. zurückzuführen sind.
Siehe auch: Batik, Bogolan

## Museen und Sammlungen afrikanischer Kunst
In Europa und Amerika:
- Ethnologisches Museum, Berlin
- Linden-Museum, Stuttgart
- Museum Fünf Kontinente, München
- Museum für Völkerkunde zu Leipzig
- Museum am Rothenbaum, Hamburg
- Rautenstrauch-Joest-Museum – Kulturen der Welt, Köln
- Weltkulturen Museum, Frankfurt am Main
- Museum Barbier-Mueller, Genf
- Museum Rietberg, Zürich
- IWALEWA-Haus, Bayreuth
- Museum Quai Branly, Paris
- Afrika Museum, Berg en Dal, Niederlande
- Königliches Museum für Zentralafrika, Tervueren, Belgien
- Weltmuseum Wien
- Museum der Völker, Schwaz, Tirol, Österreich
- Metropolitan Museum of Art, New York
- National Museum of African Art, Washington DC

In Afrika:
- Musée des civilisations noires, Dakar, Senegal
- National Museum Nairobi, Kenia
- Nationalmuseum der Demokratischen Republik Kongo, Kinshasa
- Johannesburg Art Gallery, Johannesburg
- Zeitz Museum of Contemporary Art Africa, Kapstadt, Südafrika